# Krzysztof Maksel
Krzysztof Maksel (né le 4 juillet 1991 à Paczków) est un coureur cycliste sur piste polonais. Spécialiste des épreuves de vitesse, il a notamment remporté le classement général de la Coupe du monde du kilomètre 2013-2014.

## Palmarès

### Jeux olympiques
- Rio 2016
  - 7e de la vitesse par équipes
  - 9e du keirin
- Tokyo 2020
  - 8e de la vitesse par équipes

### Championnats du monde
- Minsk 2013
  - 10e du kilomètre
  - 36e de la vitesse individuelle
- Cali 2014
  - 4e du kilomètre
  - 7e de la vitesse par équipes
- Saint-Quentin-en-Yvelines 2015
  - 7e de la vitesse par équipes
  - 12e du keirin
- Londres 2016
  - 4e du kilomètre
  - 8e de la vitesse par équipes
- Hong Kong 2017
  - 4e du kilomètre
- Apeldoorn 2018
  - 13e de la vitesse par équipes[1]
- Pruszków 2019
  - 7e de la vitesse par équipes[2]
  - 10e du keirin

### Championnats du monde juniors
- Moscou 2009
  -  Médaillé de bronze du kilomètre juniors
  -  Médaillé de bronze de la vitesse par équipes juniors
  - 8e du keirin juniors
  - 11e de la vitesse individuelle juniors

### Coupe du monde
- 2013-2014
  - Classement général du kilomètre
  - 2e du kilomètre à Guadalajara
- 2014-2015
  - 3e de la vitesse par équipes à Cali
- 2016-2017
  - Classement général du kilomètre
  - 1er du kilomètre à Cali
  - 3e de la vitesse par équipes à Los Angeles
- 2017-2018
  - 2e de la vitesse par équipes à Minsk
- 2018-2019
  - 3e du keirin à Saint-Quentin-en-Yvelines
- 2019-2020
  - 2e de la vitesse par équipes à Cambridge
  - 2e de la vitesse par équipes à Brisbane
  - 2e de la vitesse par équipes à Milton

### Championnats d'Europe
| Édition / Épreuve                | Kilomètre | Keirin | Vitesse individuelle | Vitesse par équipes |
| Minsk 2009 (juniors)             | Argent    |        |                      | Argent              |
| Saint-Pétersbourg 2010 (espoirs) | 6e        |        |                      |                     |
| Anadia 2011 (espoirs)            | 4e        |        |                      |                     |
| Anadia 2012 (espoirs)            | Bronze    | Argent | 10e                  | Bronze              |
| Panevėžyx 2012                   |           |        |                      | Argent              |
| Anadia 2013 (espoirs)            | Bronze    |        | 7e                   |                     |
| Baie-Mahault 2014                | 7e        |        |                      |                     |
| Granges 2015                     |           | 4e     |                      | Argent              |
| Berlin 2017                      |           |        |                      | 7e                  |
| Glasgow 2018                     |           | 6e     |                      | 4e                  |

### Jeux européens
| Édition / Épreuve | Kilomètre |
| Minsk 2019        | Bronze    |

### Championnats de Pologne
| - 2009 - Champion de Pologne de vitesse individuelle juniors - Champion de Pologne du kilomètre juniors - Champion de Pologne du keirin juniors - 2010 - Champion de Pologne de vitesse par équipes - Champion de Pologne de vitesse par équipes espoirs - 3e du championnat de Pologne du kilomètre - 2011 - Champion de Pologne de vitesse par équipes - Champion de Pologne de vitesse par équipes espoirs - 2e du championnat de Pologne de vitesse individuelle - 2e du championnat de Pologne du kilomètre - 2e du championnat de Pologne du keirin - 2012 - Champion de Pologne du kilomètre - 2e du championnat de Pologne de vitesse individuelle - 3e du championnat de Pologne du keirin - 2013 - Champion de Pologne de vitesse individuelle - 2e du championnat de Pologne de vitesse par équipes - 2014 - Champion de Pologne du kilomètre - Champion de Pologne du keirin - Champion de Pologne de vitesse par équipes - 3e du championnat de Pologne de vitesse individuelle | - 2015 - Champion de Pologne du kilomètre - Champion de Pologne de vitesse par équipes - 2016 - Champion de Pologne de vitesse par équipes - 2017 - Champion de Pologne du kilomètre - 2e du championnat de Pologne du keirin - 2e du championnat de Pologne de vitesse par équipes - 2018 - Champion de Pologne du keirin - Champion de Pologne de vitesse par équipes - 2019 - Champion de Pologne du kilomètre - Champion de Pologne de vitesse par équipes - 2020 - Champion de Pologne du keirin - Champion de Pologne de vitesse par équipes - 2e du championnat de Pologne du kilomètre - 2021 - Champion de Pologne de vitesse par équipes - 2022 - Champion de Pologne de vitesse par équipes - 3e du championnat de Pologne du keirin |  |